# Julieta García
María Julieta García Sanín (Bogotá, 15 de mayo de 1977) es una actriz y presentadora colombiana.

## Biografía
A los seis años de edad contacta por teléfono a Tony Navia, directora del programa colombiano Pequeños gigantes y le hace saber su deseo de entrar al programa; después de un casting es seleccionada dentro del elenco donde actuaba, bailaba y cantaba. A los ocho años de edad  protagonizó a dos gemelas en la serie Huracán, papel que la llevó a ganar el premio India Catalina como mejor actriz infantil.
Protagonizó también series como Imagínate, El fantasma de mamá e incursionó en el campo de la presentación en El noticiero del espectáculo, entrevistando personalidades de Colombia; con RTI presentó el programa ecológico Supervivientes donde obtuvo una nominación como mejor presentadora en los premios Tv y Novelas, y más tarde conduce el programa de concursos juvenil Star Jacks.
Ya toda una mujer protagoniza la serie Mi generación, acompañada del grupo de rock Poligamia para el canal Caracol; luego realiza el personaje antagónico de la malvada Cristina en la telenovela Tabú con RCN Y TV Cine, seguida por la telenovela Alejo Durán interpretando a Alicia Dorada.
En el 2002 es invitada a participar en una película independiente en Estados Unidos llamada La mestiza, así que viaja y continúa su carrera con Fonovideo y Televisa con la telenovela El amor no tiene precio; más tarde es invitada por Telemundo a protagonizar varios capítulos de la serie Decisiones.

En una entrevista en Bold Journey, ella había declarado: 
Adaptabilidad: Una de mis mayores fortalezas es mi capacidad para adaptarme a diferentes situaciones y desafíos. Esta cualidad me ha permitido navegar a través de varias industrias, roles y responsabilidades laborales con facilidad. Tengo la flexibilidad para ajustar mi enfoque y encontrar soluciones innovadoras. La adaptabilidad me ha permitido mantenerme a la vanguardia y prosperar en entornos de trabajo dinámicos.

### Televisión
| Año       | Título                      | Personaje                        | Canal                        |
| --------- | --------------------------- | -------------------------------- | ---------------------------- |
| 2014      | Violetta                    | Presentadora de YouMix           | Disney Channel Latinoamérica |
| 2005-2006 | Decisiones                  | Varios personajes                | Telemundo                    |
| 2005-2006 | El cuerpo del deseo         | Clara                            | Telemundo                    |
| 2005-2006 | El amor no tiene precio     | Dra. Ligia Helena                | Canal de las Estrellas       |
| 1999-2000 | Tabú                        | Cristina                         | RCN Televisión               |
| 1999-2000 | Alejo, la búsqueda del amor | Alicia Dorada                    | Caracol Televisión           |
| 1998-1999 | ¡Ay cosita linda mamá!      | Maryluz Jaramillo                | Caracol Televisión           |
| 1996-1998 | Prisioneros del amor        | Erika Falcón                     | Cadena Uno                   |
| 1995      | Mi generación               |                                  | Cinevision                   |
| 1994-1995 | Paloma                      | Tatiana                          | Cadena Uno                   |
| 1993-1994 | Pasiones secretas           | Pachita                          | Cadena Uno                   |
| 1990-1991 | La casa de las dos palmas   | Paula 'Paulita' Morales Herreros | Cadena Dos                   |
| 1990      | El fantasma de mamá         |                                  |                              |
| 1989-1990 | Azúcar                      | Mariana Solaz                    | Cadena 2                     |
| 1988      | El visitante                |                                  |                              |
| 1987      | Huracán                     |                                  | Cadena Uno                   |
| 1986      | El ángel de piedra          |                                  | Cadena Uno                   |
| 1985      | Imagínate                   |                                  | Cadena Uno                   |
| 1983      | Pequeños gigantes           |                                  |                              |

## Presentadora
| Año | Título                    | Rol          | Canal                  |
| --- | ------------------------- | ------------ | ---------------------- |
|     | Supervivientes            | Presentadora | RTI Producciones       |
|     | Star Jacks                | Presentadora | Proyectamos TV         |
|     | Noticiero del espectáculo | Presentadora | Jorge Barón Televisión |

## Premios y nominaciones

### Premios India Catalina
India Catalina - Mejor Actriz Infantil

### Premios TV y Novelas
Nominación Premios TV y Novelas - Mejor Presentadora.